# A Face in a Vision
『A Face in a Vision』（ア・フェイス・イン・ア・ビジョン）は、山口百恵の17枚目のスタジオ・アルバム。1979年4月1日にCBSソニーよりリリースされた。

## 概要
帯コピー：出逢いから今日まで 篠山紀信の映像からこんなにも美しい音の世界が生まれた。NHK特集「山口百恵」激写・篠山紀信
特典：篠山紀信撮影による20ページ写真集
NHK特集『山口百恵 激写／篠山紀信』の為に作られたアルバムである。番組は後にビデオ化され、2004年6月にはDVD化された。前述の番組で使用された「マホガニー・モーニング」及び「喰べられてしまった獏」は、放送時とは別テイクとなっている。
ジャケットは1978年に雑誌『GORO』に掲載された「夜の果ての旅」の撮影カットで、山口百恵自身が19歳の夜の私を夜の自然光の中で撮って欲しいと企画したものである。
2003年6月4日に発売された、全オリジナルアルバム22枚を復刻したCD-BOX『MOMOE PREMIUM』にはリマスタリング音源で収録されている（2007年9月30日には更なるマスターサウンド仕様が施された『Complete MOMOE PREMIUM』が発売された）。

## 収録曲
全編曲: 萩田光雄 (注記を除く)。
| #  | タイトル                   | 作詞       | 作曲       | 編曲     |
| -- | -------------------------- | ---------- | ---------- | -------- |
| 1. | 「マホガニー・モーニング」 | 阿木燿子   | 芳野藤丸   | 大谷和夫 |
| 2. | 「愛の行方」               | 阿木燿子   | 萩田光雄   |          |
| 3. | 「悲しきドラマー・マン」   | 谷村新司   | 谷村新司   |          |
| 4. | 「おだやかな構図」         | 来生えつこ | 来生たかお |          |
| 5. | 「美・サイレント」         | 阿木燿子   | 宇崎竜童   |          |

| #  | タイトル                 | 作詞     | 作曲       | 編曲     |
| -- | ------------------------ | -------- | ---------- | -------- |
| 1. | 「デイ・ドゥリーム」     | 山川啓介 | 水谷公生   |          |
| 2. | 「ギャルソン・アミ」     | 小林和子 | 芳野藤丸   | 大谷和夫 |
| 3. | 「喰べられてしまった獏」 | 阿木燿子 | 芳野藤丸   | 大谷和夫 |
| 4. | 「水曜日のクオレ」       | 阿木燿子 | 来生たかお |          |
| 5. | 「想い出のミラージュ」   | 阿木燿子 | 宇崎竜童   |          |
| 6. | 「夜へ…」                | 阿木燿子 | 宇崎竜童   |          |

## クレジット
ミュージシャン
| - ドラムス: 山木秀夫（1, 7, 8）、森谷順（2, 4, 5, 9, 10）、田中清司（3）、平岡昭二（11） - ベース: ミッチー長岡（1, 7, 8）、高水健司（2, 4, 5, 9, 10）、後藤次利（3）、鈴木淳（11） - キーボード: 大谷和夫（1, 7, 8）、大原繁仁（2, 4, 5, 9, 10）、渋井博（11） - ピアノ: 渋井博（3） - ギター: 芳野藤丸（1, 2, 7, 8）、矢島賢（3）、松原正樹（4, 5, 6, 10） - アコースティックギター: 吉川忠英（3, 4, 5, 6, 10）、笛吹利明（9） - リードギター: 青山徹（5, 10） - ガットギター: 萩田光雄（6） - ラテン: 中島御（1, 7, 8）、納見義徳（2, 3, 4, 5, 9, 10, 11） - バンジョー: 野口武義（8） - オーボエ: 坂宏之（2） - ハーモニカ: 森本忠夫（2） | - バストロンボーン: 杉本勝行（8） - リコーダー: 旭孝（9） - アルトフルート: ジェイク・H・コンセプション（11） - ケーナ: 小山浩（6） - ハープ: 山川恵子（2, 5, 9, 11） - タブラ: 穴井忠臣（6） - アコーディオン: 風間文彦（11） - シンドラ: ロバート・ブリル - ストリングス: TOMATO（2, 3, 4, 5, 6）、玉野グループ（8）、小林グループ（10, 11） - コーラス: 伊集加代子（4, 5, 9）、和田夏代子（4, 5）、鈴木宏子（4, 5）、尾形直子（9）、槙みちる（10） - 9コーラス: 阿木燿子、篠山紀信、萩田光雄、鈴木誠一郎、橋本尚子、川瀬泰雄、原口和敏、金塚晴子 |

スタッフ
| - エグゼクティブ・プロデューサー: 酒井政利 - プロデューサー: 川瀬泰雄 - プロダクション・コーディネーター: 金塚晴子 - レコーディング＆リミックスエンジニア: 前島裕一、萩田光雄 | - アシスタント・ミキサー: Mikio Takamatsu、Mitsuru Kasai - アシスタント・ディレクター: 原口和敏 - 写真: 篠山紀信 - カバーデザイナー: 山田充 |

## 関連作品
- 山口百恵 激写／篠山紀信
- MOMOE PREMIUM
- 山口百恵 22 Original Albums Collection
- Complete MOMOE PREMIUM